# Estrecho de Irbe
El estrecho de Irbe (en estonio: Kura kurk, en letón: Irbes jūras šaurums y en livonio: Sūr mer), es la principal salida del golfo de Riga al mar Báltico. Se extiende desde el cabo de Sõrve, extremo sur de la península de Sõrve, en la isla de Saaremaa (Estonia), hasta la península de Curlandia, a la altura del río Irbe, en Letonia. Estos dos puntos con una separación de 27 km son los más cercanos, aunque el cabo Kolka, también en la península de Curlandia, se suele proponer como el otro extremo del estrecho. Su profundidad media se sitúa en 10 metros.
Paralelamente a la costa de la península de Curlandia se profundizó el fondo hasta los 23 metros, para crear un canal por el que pudieran pasar buques de gran tamaño. 
Durante la Primera y la Segunda Guerra Mundial se produjeron en la zona sendas batallas navales, la primera acaecida el 8 de agosto de 1915 enfrentó al acorazado ruso Slawa contra el SMS Nassau y el SMS Possen alemanes, la segunda tuvo lugar el 8 de julio de 1941. 
El 4 de mayo de 2008, el buque de cruceros Mona Lisa embarrancó en un banco de arena a la altura del estrecho de Irbe, en aguas territoriales letonas.